# Barinatxe
Barinatxe (llamada coloquialmente La Salvaje) es una playa ubicada entre los municipios vascos de Sopelana y Guecho, en España.

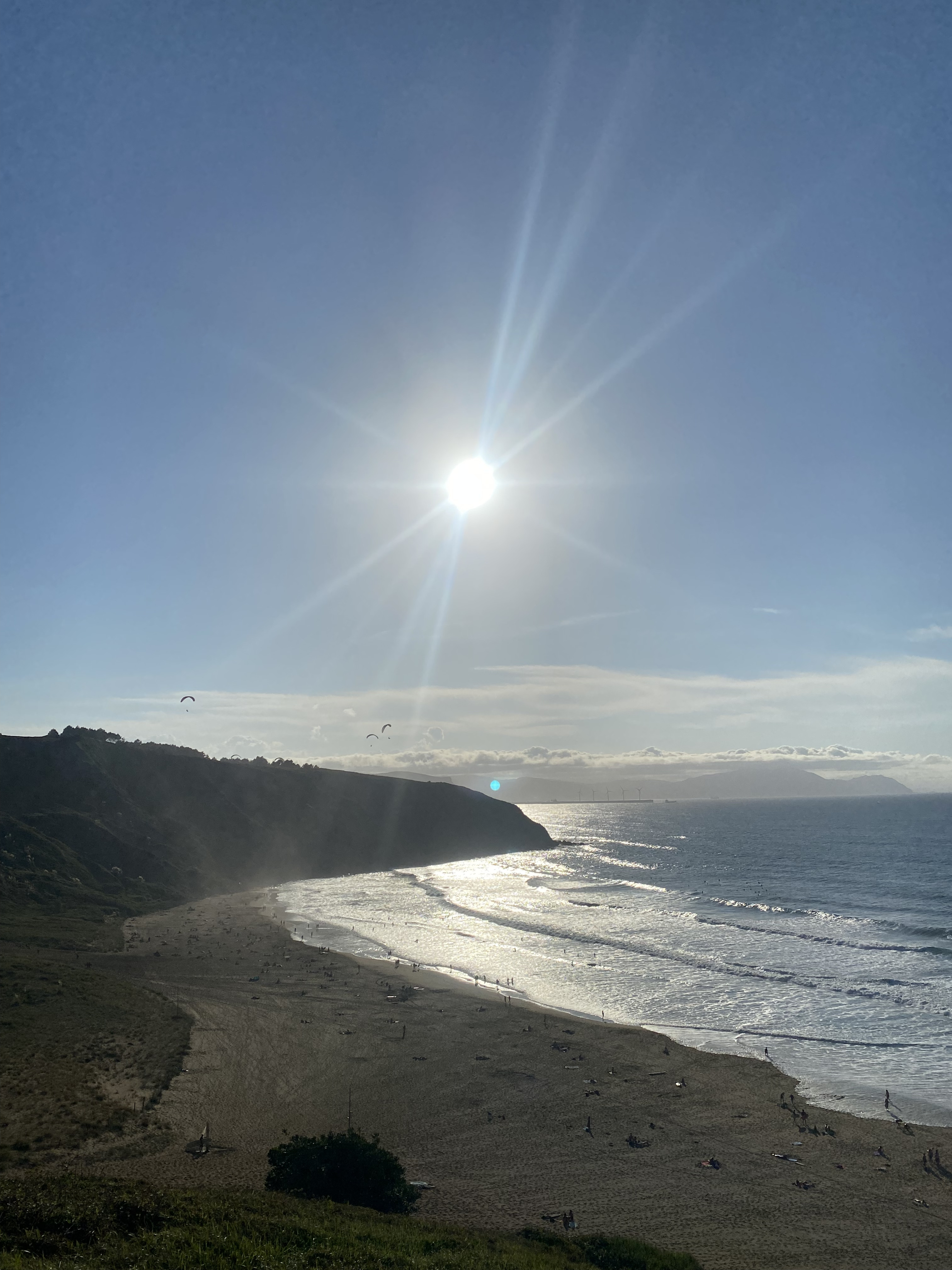
Vista desde los acantilados de Sopela

## Características

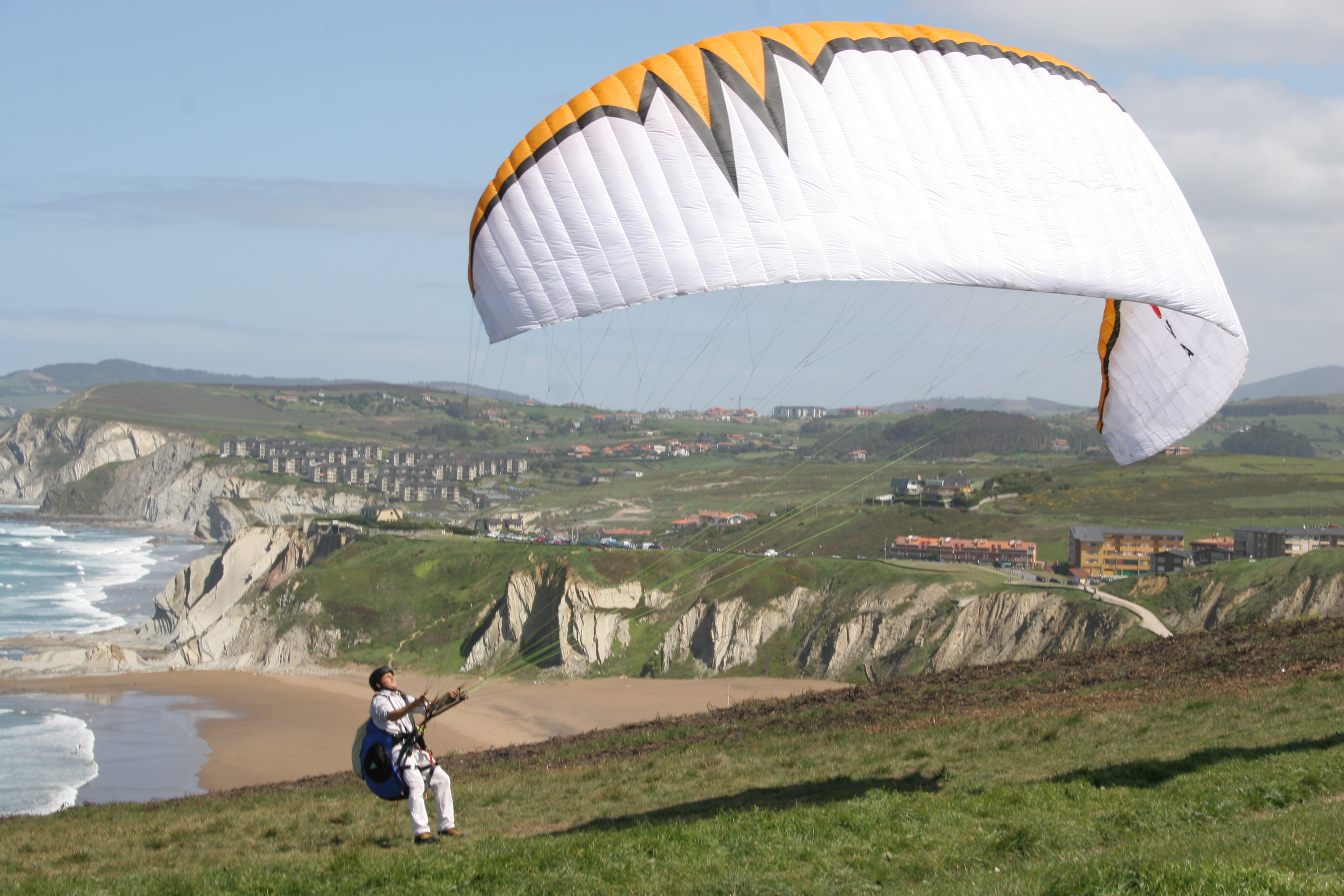
Parapente en Askorri entre las playas de Gorrondatxe y Barinatxe.

Tiene una longitud de 752 m y una superficie de 198.009 m² en bajamar y 61.489 m² en pleamar. Se encuentra al oeste de Arrietara, otra playa de similares dimensiones.
El nudismo está permitido y consolidado, practicándose generalmente en los laterales de la playa. Desde el año 1999 se celebra anualmente en los meses de verano la Carrera nudista de Sopelana – Trofeo Patxi Ros, una carrera nudista de participación gratuita y dividida en categorías por edad y sexo: masculina, femenina, veteranos (mayores de 40 años) e infantil (menores de 14). Entre las otras actividades que se llevan a cabo se encuentran el surf, parapente y Kite Surf.
En la playa Barinatxe hay zona de aparcamiento que en los meses de verano está regulada por la OTA. En ocasiones este aparcamiento tiene restringido el acceso a autocaravanas. En verano hay un autobús gratuito que va desde el metro hasta el aparcamiento de la playa Barinatxe.

## Área
- Bajamar: 198.009 m²
- Pleamar: 61.489 m²